# Rafz
Rafz (hist. Afs, Afzg) – miejscowość i gmina (Politische Gemeinde) w północnej Szwajcarii, w kantonie Zurych, w okręgu (Bezirk) Bülach. 

## historia
Gmina została po raz pierwszy wspomniana w dokumentach w 1096 roku jako Rafsa.

## Demografia
W Rafz mieszka 4670 osób. W 2021 roku 22,6% populacji gminy stanowiły osoby urodzone poza Szwajcarią.
W 2000 roku 91,1% populacji mówiło w języku niemieckim, 2,5% populacji w języku włoskim, a 1,6% w języku albańskim.
Zmiany w liczbie ludności na przestrzeni lat przedstawia poniższy wykres:

## Współpraca
Miejscowość partnerska:
- Hetvehely, Węgry

## Transport
Przez teren gminy przebiega droga główna nr 4.